# Techniker
Als Techniker werden häufig Berufsgruppen oder Personen bezeichnet, die in technischen Arbeitsgebieten tätig sind.
Der Techniker ist in Deutschland und der Schweiz auch eine Berufsbezeichnung.
- in Deutschland sind Techniker Personen, die eine Aufstiegsweiterbildung sowie das Staatsexamen an einer Fachschule für Technik auf Tertiärstufe abgelegt haben und dadurch die Berufsbezeichnung Staatlich geprüfter Techniker (engl. state-certified engineer[1]) führen dürfen.
- in der Schweiz handelt es sich um eine höhere Berufsbildung auf Tertiärstufe mit Diplomarbeit zur Berufsbezeichnung Diplom-Techniker (HF/TS).

## Deutschland
Um die geschützte Berufsbezeichnung Staatlich geprüfter Techniker führen zu dürfen, muss eine entsprechende Aufstiegsweiterbildung an einer Fachschule für Technik absolviert und das abschließende staatliche Examen bestanden worden sein. Die meisten Technikerschulen sind staatliche Fachschulen, jedoch gibt es auch private Organisationen, welche diese Weiterbildung anbieten.
In der DDR wurde Ende der 80er Jahre ergänzend zur Ingenieurausbildung die Ausbildung zum Techniker wieder eingeführt. Diese qualifizierende Ausbildung betrug nach dem vorherigen erfolgreichen Abschluss einer verwandten Berufsausbildung 2 Jahre und war mit der in der BRD vergleichbar.

## Techniker in der Schweiz (Dipl. Techniker TS/HF)
In der Schweiz ist der Titel Diplomierter Techniker/in HF bzw. Diplomierter Techniker/in TS eine geschützte Berufsbezeichnung. Dieser Titel wird erst nach erfolgreichem Ablegen des Qualifikationsverfahrens zum Techniker TS/HF erlangt. Die Abschlussqualifikation umfasst u. a. die Diplomarbeit (analog der Projektarbeit eines deutschen Staatlich geprüften Technikers).
Die Änderung von TS (Technikerschule) zu HF (höhere Fachschule) erfolgte 2005. Dipl. Techniker TS dürfen den Titel Dipl. Techniker HF führen, die Titel sind also gleichwertig.

### Ausbildung in der Schweiz
Die Ausbildung umfasst eine Gesamtstundenzahl von mindestens 3600 bzw. 5400 Lernstunden (davon ca. 2000 Unterrichtsstunden), wobei bei berufsbegleitenden Ausbildungen die Berufstätigkeit mit 720 bzw. 1080 Stunden angerechnet werden kann.
Voraussetzung ist in der Regel eine abgeschlossene Berufslehre in der gewählten Techniker-Fachrichtung, jedoch sind beim Nachweis entsprechender Qualifikationen auch Ausnahmen möglich.
Die Studiengänge haben berufsbegleitend 5, 6 oder 7 Semester oder Vollzeit 4 Semester.

### Fachrichtungen und Spezialisierungen

#### Altrechtlich
In der Schweiz gab es vor dem neuen Rahmenlehrplan sehr viele verschiedene Fachrichtungen des Technikers, z. B.:
- Betriebstechniker HF[11] / Techniker Unternehmensprozesse HF:[12] Der Betriebstechniker steht in den modernen Unternehmen im Zentrum der Geschäftsprozesse. Er gestaltet diese nach kundenorientierten, wirtschaftlichen und zweckmäßigen Kriterien.
- Techniker HF in Informatik:[13]. Zu den Aufgaben eines Informatikers HF gehört die systematische Entwicklung von Programmen in mehreren höheren Programmiersprachen und auch die Projektierung und Realisierung von vernetzten Kommunikationssystemen. Die Grundkenntnisse reichen von der Elektronik bis zur Informatik, die Einsatzgebiete sind Software-Entwicklungsplätze wie auch in Informatik-Zentren.
- IT Service Engineer HF:[14] In dieser Fachrichtung steht die systemtechnische Seite der Informatik im Vordergrund. Dies bedeutet Konzeption, Installation und Betrieb komplexer IT-Infrastrukturen nach anerkannten Regeln des IT Service Managements. Organisatorische und betriebswirtschaftlichen Kenntnisse sorgen für den erfolgreichen Einsatz der Informatikmittel. Das Einsatzgebiet liegt in der Regel im Betrieb der Informatik.
- Systemtechniker HF:[15] Der Systemtechniker ist ein Elektronikfachmann, er kennt sich bestens mit Hardware und mit der Software aus. Der Entwurf und das Messen von elektronischen Schaltungen, die systematische Entwicklung von Programmen sind nur ein Teil seinen Fachkenntnissen. Sein Einsatzgebiet liegt hauptsächlich in der Entwicklung und Produktion.
- Techniker HF in Maschinenbau:[16] Der Maschinenbautechniker kann sich im Verlauf der Ausbildung auf Konstruktion (CAD, Berechnung etc.) oder Automation (Robotik, Programmierung etc.) spezialisieren. Ein Maschinenbautechniker HF hat eine Schlüsselstellung innerhalb der Projektierung, Entwicklung und Konstruktion von Produkten, Maschinen und Anlagen. Er ist ein Generalist und Unternehmer.
- Techniker HF in Elektrotechnik:[17]. Der Elektrotechniker HF entwickelt elektrische und elektronische Schaltungen (Hardware) und Programme (Software) für Anlagen und Geräte zur Regelung und Steuerung von Abläufen, Prozessen und Informationen oder ist für die Übertragung von Informationen zuständig (Kommunikationstechniken). Je nach Einsatzgebiet oder Projektgröße wird er für die Entwicklung oder Betreuung von Teilsystemen oder ganzen Projekten eingesetzt. Der Elektrotechniker HF ist beispielsweise als Assistent des Ingenieurs FH, als Gruppen- oder Projektleiter tätig. Im weiteren Verlauf des Studiums wählt der Elektrotechniker eine der beiden Fachrichtungen Energietechnik oder Mikroprozessortechnik.
- Technikerin TS Agrarwirtschaft[18]

Ebenfalls Techniker, aber in vielen Punkten besonders:
- Techniker HF Kernkraftwerkstechnik[19]

Eine vollständige Übersicht wird vom SBFI herausgegeben. Die alt-rechtlichen Rahmenlehrpläne sind weiterhin anerkannt und die entsprechenden Ausbildungen werden weiterhin angeboten.

#### Neurechtlich
Mit der Umwandlung der Technikerschulen zu höheren Fachschulen für Technik wurde ein Rahmenlehrplan für den dipl. Techniker HF verfasst, welche Namen und Inhalte der Fachrichtungen stärker reglementiert.
- Bauführung
- Bauplanung
- Elektrotechnik
- Gebäudetechnik
- Holztechnik
- Informatik
- Lebensmitteltechnologie
- Maschinenbau
- Mechatronik
- Medien
- Metallbau
- Mikrotechnik
- Systemtechnik
- Telekommunikation
- Textil
- Unternehmensprozesse

Daneben gibt es noch verwandte Ausbildungen, die aber auf einem anderen Rahmenlehrplan basieren:
- dipl. Wirtschaftsinformatiker HF[22]
- dipl. Agrotechniker HF[23]

### Titel
Nach Abschluss der Technikerschule können unter gewissen Voraussetzungen die (privat rechtlich) geschützten Titel Professional Bachelor ODEC und/oder Ing. EurEta beantragt werden.
Offiziell wird vom BBT für die Übersetzung ins Englische „College of Professional Education and Training PET Degree in <Field of Study>“ empfohlen.

### Weiterbildungsmöglichkeiten
Von höheren Fachschulen werden Nachdiplom-Studiengänge angeboten.
Techniker können sich „sur dossier“ an Fachhochschulen bewerben.

## Techniker in der Sowjetunion (Dipl.-Techniker)
In der Sowjetunion bekam man den Titel Dipl.-Techniker erst nach dem erfolgreichen Abschluss eines knappen vierjährigen Besuchs einer staatlichen Fachschule (Technikum). Die Untertitel waren ganz unterschiedlich: Hydrotechniker, Elektrotechniker etc. Es handelt sich nicht um einen Ingenieur (Hochschulabschluss), sondern um einen Technikerabschluss.

## Vergleichbare Abschlüsse anderer Staaten

### Österreich
In Österreich gibt es keinerlei vergleichbaren Abschluss. Zwar gibt es zahlreiche Berufe, die auf -technikerIn lauten, aber jeder, der einen technischen Lehrberuf erlernt, egal, ob im dualen Weg Lehre/Berufsschule, an einer Berufsbildenden mittleren Schule (vierjährig) ist beruflich im Prinzip gleichgestellt (Level 4 im EQR), und der Abschluss staatlich anerkannt, aber alle unterhalb dem eines Staatlich geprüften Technikers (Level 6 im EQR). Weiterbildungen sind für alle Bildungswege die Meisterprüfung, fachliche Spezialisierung oder – Matura vorausgesetzt – ein Ingenieursstudium (Universität oder Fachhochschule).
Die fünfjährige berufsbildende höhere Schule (meist eine HTL) ist gemäß den EU-Richtlinien im postsekundären Level (> 1 Jahre aber kleiner 3 Jahre) und entspricht dem „short cycle niveau“ (Level 5) des EQF und ist am ehesten mit einem englischen „higher national degree“ (HND) zu vergleichen. Nach 3 Jahren facheinschlägiger Praxis kann ein HTL-Absolvent beim zuständigen Wirtschaftsministerium die Standesbezeichnung „Ingenieur“ beantragen.
Weiters kann ein HTL-Absolvent nach 6 Jahren facheinschlägiger Berufspraxis die Prüfung für das reglementierte Gewerbe des „Ingenieurbüros-beratenden Ingenieurs“ ablegen und ein solches selbständig betreiben.
Nach 15 Jahren Berufspraxis kann ein HTL-Ingenieur um die Bezeichnung EUR ING Europaingenieur der FEANI ansuchen.
Ein Absolvent einer HTL kann jede Studienrichtung ohne Einschränkungen studieren.
An Fachhochschulen und Universitäten können bis zu 4 Semester (5 Semester mit Praxis) anerkannt werden.
Der Diplom-HTL-Ingenieur (Abschluss mit Diplomarbeit nach sechsjähriger Berufspraxis) wurde mit 2006 beendet. Sinn dieses Abschlusses war es, erfahrene HTL-Ingenieure nachzugraduieren, es haben aber nur ca. 1000 Personen diesen Weg gewählt, ebenso gibt es Probleme mit der internationalen Anerkennung.

### Weitere Länder
Außerhalb des deutschsprachigen Raums gibt es ähnliche Weiterbildungen und Abschlüsse. Gemeinsames Problem ist mangelnde (direkte) Vergleichbarkeit und folglich Anerkennung.
| Land           | Nationaler Titel                                                                               |
| -------------- | ---------------------------------------------------------------------------------------------- |
| Australien     | Engineering Technologist                                                                       |
| Belgien        | Gegraduerde / Gradué                                                                           |
| Dänemark       | Videregående Tekniker Bygningskonstruktør                                                      |
| Deutschland    | staatlich geprüfter Techniker staatlich anerkannter Techniker Bachelor Professional in Technik |
| Finnland       | Teknikko (Teknisk Ingeniör / Technician Engineer)                                              |
| Kanada         | Certified Engineering Technologist                                                             |
| Irland         | Associate Engineer                                                                             |
| Italien        | Perito Industriale (dt. in Südtirol: dipl. Gewerbetechniker)                                   |
| Luxemburg      | Ingénieur-technicien                                                                           |
| Neuseeland     | Engineering Technologist                                                                       |
| Norwegen       | Fagtekniker                                                                                    |
| Schweden       | Ingenjör / Högskoleingenjör                                                                    |
| Schweiz        | dipl. Techniker HF Technicien dipôlmée ES Tecnico dipl. SSS                                    |
| Südafrika      | Professional Engineering Technologist                                                          |
| United Kingdom | Incorporated Engineer                                                                          |
| USA            | Engineering Technologist                                                                       |

Eine Verbesserung in Sachen Vergleichbarkeit soll der Kopenhagen-Prozess bringen und insbesondere der europäische Qualifikationsrahmen.
In den Vereinigten Staaten versteht man unter einem technician meist nicht einen Ingenieur mit Hochschulausbildung, sondern einen – oft auf dem Job angelernten – Facharbeiter.